# Clássica de San Sebastián femenina de 2021
A 2.ª edição da Clássica de San Sebastián feminina celebrou-se a 31 de julho de 2021 sobre um percurso de 139,8 km com início e final na cidade de San Sebastián na Espanha.
A corrida fez parte do UCI WorldTour Feminino de 2021 como concorrência de categoria 1.wwT do calendário ciclístico de máximo nível mundial e foi vencida pela ciclista neerlandesa Annemiek van Vleuten da equipa Movistar. O pódio completaram-no a estadounidense Ruth Winder da equipa Trek-Segafredo e a italiana Tatiana Guderzo da equipa Alé BTC Ljubljana.

## Equipas
Tomaram a saída um total de 18 equipas, dos quais 6 equipas foram equipas de categoria UCI WorldTeam Feminino, 11 equipas de categoria UCI Continental Team Feminino e uma equipa do Centro Mundial de Ciclismo da UCI, quem conformaram um pelotão de 102 ciclistas das quais terminaram 48. As equipas participantes foram:
| translation for headoftableIII_translate index 58 not found (6)- Alé BTC Ljubljana - Team BikeExchange - FDJ-Nouvelle Aquitaine-Futuroscope - Liv Racing - Movistar Team - Trek-Segafredo UCI Women's continental teams (11)- A.R. Monex - Bizkaia-Durango - Ceratizit-WNT Pro Cycling - Eneicat-RBH Global-Martin Villa - Farto-BTC - Laboral Kutxa-Fundacion Euskadi - Massi Tactic - Río Miera-Cantabria Deporte - Sopela - Top Girls Fassa Bortolo - Valcar-Travel & Service Equipe regional e clube- World Cycling Centre |
| |

## Classificações finais
As classificações finalizaram da seguinte forma:

### Classificação geral
| \| Classificação geral \| Classificação geral \| Classificação geral \| Classificação geral \| Classificação geral \| \| Ciclista \| Ciclista \| Equipe \| Tempo \| \| \| ------------------- \| -------------------- \| ---------------------------------- \| ------------------- \| ------------------- \| \| 1. \| Annemiek van Vleuten \| Movistar Team \| 3h53m37s \| \| \| 2. \| Ruth Winder \| Trek-Segafredo \| + 36s \| \| \| 3. \| Tatiana Guderzo \| Alé BTC Ljubljana \| + 1m35s \| \| \| 4. \| Sabrina Stultiens \| Liv Racing \| + 1m35s \| \| \| 5. \| Évita Muzic \| FDJ-Nouvelle Aquitaine-Futuroscope \| + 1m35s \| \| \| 6. \| Brodie Chapman \| FDJ-Nouvelle Aquitaine-Futuroscope \| + 1m35s \| \| \| 7. \| Pauliena Rooijakkers \| Liv Racing \| + 1m38s \| \| \| 8. \| Audrey Cordon-Ragot \| Trek-Segafredo \| + 1m52s \| \| \| 9. \| Erica Magnaldi \| Ceratizit-WNT Pro Cycling \| + 1m52s \| \| \| 10. \| Ellen van Dijk \| Trek-Segafredo \| + 1m52s \| \| \| 11. \| Jeanne Korevaar \| Liv Racing \| + 2m00s \| \| \| 12. \| Janneke Ensing \| Team BikeExchange \| + 2m12s \| \| \| 13. \| Eugénie Duval \| FDJ-Nouvelle Aquitaine-Futuroscope \| + 2m12s \| \| \| 14. \| Urša Pintar \| Alé BTC Ljubljana \| + 2m12s \| \| \| 15. \| Tereza Neumanová \| World Cycling Centre \| + 2m53s \| \| \| 16. \| Sarah Roy \| Team BikeExchange \| + 2m53s \| \| \| 17. \| Katia Ragusa \| A.R. Monex Women's \| + 2m53s \| \| \| 18. \| Marta Jaskulska \| Liv Racing \| + 2m53s \| \| \| 19. \| Shirin van Anrooij \| Trek-Segafredo \| + 2m53s \| \| \| 20. \| Victorie Guilman \| FDJ-Nouvelle Aquitaine-Futuroscope \| + 2m53s \| \| |                      |                                    |          |
| |                      |                                    |          |
| Fonte: ProCyclingStats |                      |                                    |          |
| Classificação geral |                      |                                    |          |
| Ciclista | Ciclista             | Equipe                             | Tempo    |
| 1. | Annemiek van Vleuten | Movistar Team                      | 3h53m37s |
| 2. | Ruth Winder          | Trek-Segafredo                     | + 36s    |
| 3. | Tatiana Guderzo      | Alé BTC Ljubljana                  | + 1m35s  |
| 4. | Sabrina Stultiens    | Liv Racing                         | + 1m35s  |
| 5. | Évita Muzic          | FDJ-Nouvelle Aquitaine-Futuroscope | + 1m35s  |
| 6. | Brodie Chapman       | FDJ-Nouvelle Aquitaine-Futuroscope | + 1m35s  |
| 7. | Pauliena Rooijakkers | Liv Racing                         | + 1m38s  |
| 8. | Audrey Cordon-Ragot  | Trek-Segafredo                     | + 1m52s  |
| 9. | Erica Magnaldi       | Ceratizit-WNT Pro Cycling          | + 1m52s  |
| 10. | Ellen van Dijk       | Trek-Segafredo                     | + 1m52s  |
| 11. | Jeanne Korevaar      | Liv Racing                         | + 2m00s  |
| 12. | Janneke Ensing       | Team BikeExchange                  | + 2m12s  |
| 13. | Eugénie Duval        | FDJ-Nouvelle Aquitaine-Futuroscope | + 2m12s  |
| 14. | Urša Pintar          | Alé BTC Ljubljana                  | + 2m12s  |
| 15. | Tereza Neumanová     | World Cycling Centre               | + 2m53s  |
| 16. | Sarah Roy            | Team BikeExchange                  | + 2m53s  |
| 17. | Katia Ragusa         | A.R. Monex Women's                 | + 2m53s  |
| 18. | Marta Jaskulska      | Liv Racing                         | + 2m53s  |
| 19. | Shirin van Anrooij   | Trek-Segafredo                     | + 2m53s  |
| 20. | Victorie Guilman     | FDJ-Nouvelle Aquitaine-Futuroscope | + 2m53s  |

## Ciclistas participantes e posições finais
| Team BikeExchange BEX | Team BikeExchange BEX     | Team BikeExchange BEX |
| --------------------- | ------------------------- | --------------------- |
| Num                   | Ciclista                  | Pos                   |
| 1                     | Lucy Kennedy (AUS)        | 45.                   |
| 2                     | Ane Santesteban (ESP)     | 22.                   |
| 3                     | Janneke Ensing (NED)      | 12.                   |
| 4                     | Jessica Allen (GBR)       | DNF                   |
| 5                     | Sarah Roy (AUS) (estrada) | 16.                   |
| 6                     | Urška Žigart (SLO)        | 36.                   |

| Movistar Team MOV | Movistar Team MOV                    | Movistar Team MOV |
| ----------------- | ------------------------------------ | ----------------- |
| Num               | Ciclista                             | Pos               |
| 11                | Annemiek van Vleuten (NED) (estrada) | 1.                |
| 12                | Alicia González Blanco (ESP)         | 42.               |
| 13                | Jelena Erić (SRB) (estrada)          | 46.               |
| 14                | Sara Martín Martín (ESP)             | 29.               |
| 15                | Lourdes Oyarbide (ESP)               | 41.               |
| 16                | Gloria Rodríguez Sánchez (ESP)       | 43.               |

| Trek-Segafredo TFS | Trek-Segafredo TFS        | Trek-Segafredo TFS |
| ------------------ | ------------------------- | ------------------ |
| Num                | Ciclista                  | Pos                |
| 21                 | Elynor Bäckstedt (GBR)    | DNF                |
| 22                 | Audrey Cordon-Ragot (FRA) | 8.                 |
| 23                 | Lauretta Hanson (AUS)     | 33.                |
| 24                 | Shirin van Anrooij (NED)  | 19.                |
| 25                 | Ellen van Dijk (NED)      | 10.                |
| 26                 | Ruth Winder (USA)         | 2.                 |

| Liv Racing LIV | Liv Racing LIV             | Liv Racing LIV |
| -------------- | -------------------------- | -------------- |
| Num            | Ciclista                   | Pos            |
| 31             | Sofia Bertizzolo (ITA)     | DNF            |
| 32             | Marta Jaskulska (POL)      | 18.            |
| 33             | Jeanne Korevaar (NED)      | 11.            |
| 34             | Soraya Paladin (ITA)       | 26.            |
| 35             | Pauliena Rooijakkers (NED) | 7.             |
| 36             | Sabrina Stultiens (NED)    | 4.             |

| FDJ-Nouvelle Aquitaine-Futuroscope FDJ | FDJ-Nouvelle Aquitaine-Futuroscope FDJ | FDJ-Nouvelle Aquitaine-Futuroscope FDJ |
| -------------------------------------- | -------------------------------------- | -------------------------------------- |
| Num                                    | Ciclista                               | Pos                                    |
| 41                                     | Brodie Chapman (AUS)                   | 6.                                     |
| 42                                     | Évita Muzic (FRA) (estrada)            | 5.                                     |
| 43                                     | Eugénie Duval (FRA)                    | 13.                                    |
| 44                                     | Jade Wiel (FRA)                        | 34.                                    |
| 46                                     | Victorie Guilman (FRA)                 | 20.                                    |

| Alé BTC Ljubljana ALE | Alé BTC Ljubljana ALE    | Alé BTC Ljubljana ALE |
| --------------------- | ------------------------ | --------------------- |
| Num                   | Ciclista                 | Pos                   |
| 51                    | Tatiana Guderzo (ITA)    | 3.                    |
| 52                    | Sophie Wright (GBR)      | DNF                   |
| 53                    | Maaike Boogaard (NED)    | 39.                   |
| 54                    | Anastasia Chursina (RUS) | 28.                   |
| 56                    | Urša Pintar (SLO)        | 14.                   |

| Ceratizit-WNT Pro Cycling WNT | Ceratizit-WNT Pro Cycling WNT   | Ceratizit-WNT Pro Cycling WNT |
| ----------------------------- | ------------------------------- | ----------------------------- |
| Num                           | Ciclista                        | Pos                           |
| 61                            | Erica Magnaldi (ITA)            | 9.                            |
| 63                            | Kathrin Hammes (GER)            | 23.                           |
| 64                            | Maria Giulia Confalonieri (ITA) | DNF                           |
| 65                            | Laura Asencio (FRA)             | DNF                           |
| 66                            | Sarah Rijkes (AUT)              | DNF                           |

| Valcar-Travel & Service VAL | Valcar-Travel & Service VAL | Valcar-Travel & Service VAL |
| --------------------------- | --------------------------- | --------------------------- |
| Num                         | Ciclista                    | Pos                         |
| 71                          | Alice Maria Arzuffi (ITA)   | 27.                         |
| 72                          | Federica Piergiovanni (ITA) | 47.                         |
| 73                          | Margaux Vigie (FRA)         | 40.                         |
| 74                          | Silvia Persico (ITA)        | 25.                         |
| 75                          | Silvia Magri (ITA)          | DNF                         |
| 76                          | Elena Pirrone (ITA)         | 30.                         |

| A.R. Monex Women's ASA | A.R. Monex Women's ASA        | A.R. Monex Women's ASA |
| ---------------------- | ----------------------------- | ---------------------- |
| Num                    | Ciclista                      | Pos                    |
| 81                     | Eider Merino (ESP)            | 32.                    |
| 82                     | Ariadna Gutiérrez (MEX)       | DNF                    |
| 83                     | Katia Ragusa (ITA)            | 17.                    |
| 84                     | Andrea Ramírez Fregoso (MEX)  | DNF                    |
| 85                     | Maria Vittoria Sperotto (ITA) | DNF                    |

| Eneicat-RBH EIC | Eneicat-RBH EIC       | Eneicat-RBH EIC |
| --------------- | --------------------- | --------------- |
| Num             | Ciclista              | Pos             |
| 91              | Anna Baidak (RUS)     | DNF             |
| 92              | Lija Laizāne (LAT)    | DNF             |
| 93              | Alessia Bulleri (ITA) | DNF             |
| 94              | Julia Biryukova (UKR) | 31.             |
| 95              | Katia Martinez (MEX)  | DNF             |
| 96              | Ziortza Isasi (ESP)   | DNF             |

| Massi Tactic MAT | Massi Tactic MAT             | Massi Tactic MAT |
| ---------------- | ---------------------------- | ---------------- |
| Num              | Ciclista                     | Pos              |
| 101              | Maaike Coljé (NED)           | DNF              |
| 102              | Mireia Trias (ESP)           | 38.              |
| 103              | Olivia Baril (CAN)           | 21.              |
| 104              | Patricia Ortega Ruiz (ESP)   | DNF              |
| 105              | Špela Kern (SLO)             | 35.              |
| 106              | Martina Moreno Monteys (ESP) | DNF              |

| Top Girls Fassa Bortolo TOP | Top Girls Fassa Bortolo TOP | Top Girls Fassa Bortolo TOP |
| --------------------------- | --------------------------- | --------------------------- |
| Num                         | Ciclista                    | Pos                         |
| 111                         | Giorgia Vettorello (ITA)    | DNF                         |
| 112                         | Giorgia Bariani (ITA)       | DNF                         |
| 113                         | Greta Marturano (ITA)       | DNF                         |
| 114                         | Vanessa Michieletto (ITA)   | DNF                         |
| 115                         | Elisa Dalla Valle (ITA)     | DNF                         |
| 116                         | Debora Silvestri (ITA)      | 24.                         |

| World Cycling Centre WCC | World Cycling Centre WCC         | World Cycling Centre WCC |
| ------------------------ | -------------------------------- | ------------------------ |
| Num                      | Ciclista                         | Pos                      |
| 121                      | Tereza Neumanová (CZE) (estrada) | 15.                      |
| 122                      | Ana Ruiz González (ESP)          | DNF                      |
| 124                      | Nicole Hanselmann (SUI)          | DNF                      |
| 125                      | Małgorzata Jasińska (POL)        | DNF                      |
| 126                      | Luciana Roland (ARG)             | DNF                      |

| Bizkaia-Durango BDP | Bizkaia-Durango BDP         | Bizkaia-Durango BDP |
| ------------------- | --------------------------- | ------------------- |
| Num                 | Ciclista                    | Pos                 |
| 131                 | Amaia Lartitegi (ESP)       | DNF                 |
| 132                 | Lucía González Blanco (ESP) | DNF                 |
| 133                 | Lydia Iglesias (ESP)        | DNF                 |
| 135                 | Daniela Campos (POR)        | DNF                 |
| 135                 | Ariana Gilabert (ESP)       | DNF                 |

| Farto-BTC FAR | Farto-BTC FAR                 | Farto-BTC FAR |
| ------------- | ----------------------------- | ------------- |
| Num           | Ciclista                      | Pos           |
| 141           | Enara López Gallastegi (ESP)  | DNF           |
| 142           | Melissa Maia (POR)            | 44.           |
| 143           | Carla Fernandez Torres (ESP)  | DNF           |
| 144           | Liliana Jesus (POR)           | DNF           |
| 145           | Maria Del Pilar Jimenez (ESP) | DNF           |
| 146           | Diana Pedrosa (POR)           | DNF           |

| Sopela Women's Team SWT | Sopela Women's Team SWT        | Sopela Women's Team SWT |
| ----------------------- | ------------------------------ | ----------------------- |
| Num                     | Ciclista                       | Pos                     |
| 151                     | Naia Amondarain (ESP)          | DNF                     |
| 152                     | Maria Banlles Santamaria (ESP) | DNF                     |
| 153                     | Claire Steels (GBR)            | 48.                     |
| 154                     | Sofia Rodríguez (ESP)          | DNF                     |
| 155                     | Ines Cantera (ESP)             | DNF                     |
| 156                     | Natalia Saiz (ESP)             | DNF                     |

| Río Miera-Cantabria Deporte RMC | Río Miera-Cantabria Deporte RMC | Río Miera-Cantabria Deporte RMC |
| ------------------------------- | ------------------------------- | ------------------------------- |
| Num                             | Ciclista                        | Pos                             |
| 161                             | Elisabet Escursell Valero (ESP) | DNF                             |
| 162                             | Nerea Nuno Iglesias (ESP)       | DNF                             |
| 163                             | Paula Diaz (ESP)                | DNF                             |
| 164                             | Irene Mendez (ESP)              | DNF                             |
| 165                             | Fie Østerby                     | DNF                             |
| 166                             | Susana Perez Conejero (ESP)     | DNF                             |

| Laboral Kutxa-Fundación Euskadi LKF | Laboral Kutxa-Fundación Euskadi LKF | Laboral Kutxa-Fundación Euskadi LKF |
| ----------------------------------- | ----------------------------------- | ----------------------------------- |
| Num                                 | Ciclista                            | Pos                                 |
| 171                                 | Idoia Eraso (ESP)                   | 37.                                 |
| 172                                 | Eukene Larrarte (ESP)               | DNF                                 |
| 173                                 | Garazi Estevez (ESP)                | DNF                                 |
| 174                                 | Irantzu Beloki (ESP)                | DNF                                 |
| 175                                 | Ainhize Barrainkua (ESP)            | DNF                                 |
| 176                                 | Elena Cuenca (ESP)                  | DNF                                 |

| Team BikeExchange BEX | Team BikeExchange BEX     | Team BikeExchange BEX |
| --------------------- | ------------------------- | --------------------- |
| Num                   | Ciclista                  | Pos                   |
| 1                     | Lucy Kennedy (AUS)        | 45.                   |
| 2                     | Ane Santesteban (ESP)     | 22.                   |
| 3                     | Janneke Ensing (NED)      | 12.                   |
| 4                     | Jessica Allen (GBR)       | DNF                   |
| 5                     | Sarah Roy (AUS) (estrada) | 16.                   |
| 6                     | Urška Žigart (SLO)        | 36.                   |

| Movistar Team MOV | Movistar Team MOV                    | Movistar Team MOV |
| ----------------- | ------------------------------------ | ----------------- |
| Num               | Ciclista                             | Pos               |
| 11                | Annemiek van Vleuten (NED) (estrada) | 1.                |
| 12                | Alicia González Blanco (ESP)         | 42.               |
| 13                | Jelena Erić (SRB) (estrada)          | 46.               |
| 14                | Sara Martín Martín (ESP)             | 29.               |
| 15                | Lourdes Oyarbide (ESP)               | 41.               |
| 16                | Gloria Rodríguez Sánchez (ESP)       | 43.               |

| Trek-Segafredo TFS | Trek-Segafredo TFS        | Trek-Segafredo TFS |
| ------------------ | ------------------------- | ------------------ |
| Num                | Ciclista                  | Pos                |
| 21                 | Elynor Bäckstedt (GBR)    | DNF                |
| 22                 | Audrey Cordon-Ragot (FRA) | 8.                 |
| 23                 | Lauretta Hanson (AUS)     | 33.                |
| 24                 | Shirin van Anrooij (NED)  | 19.                |
| 25                 | Ellen van Dijk (NED)      | 10.                |
| 26                 | Ruth Winder (USA)         | 2.                 |

| Liv Racing LIV | Liv Racing LIV             | Liv Racing LIV |
| -------------- | -------------------------- | -------------- |
| Num            | Ciclista                   | Pos            |
| 31             | Sofia Bertizzolo (ITA)     | DNF            |
| 32             | Marta Jaskulska (POL)      | 18.            |
| 33             | Jeanne Korevaar (NED)      | 11.            |
| 34             | Soraya Paladin (ITA)       | 26.            |
| 35             | Pauliena Rooijakkers (NED) | 7.             |
| 36             | Sabrina Stultiens (NED)    | 4.             |

| FDJ-Nouvelle Aquitaine-Futuroscope FDJ | FDJ-Nouvelle Aquitaine-Futuroscope FDJ | FDJ-Nouvelle Aquitaine-Futuroscope FDJ |
| -------------------------------------- | -------------------------------------- | -------------------------------------- |
| Num                                    | Ciclista                               | Pos                                    |
| 41                                     | Brodie Chapman (AUS)                   | 6.                                     |
| 42                                     | Évita Muzic (FRA) (estrada)            | 5.                                     |
| 43                                     | Eugénie Duval (FRA)                    | 13.                                    |
| 44                                     | Jade Wiel (FRA)                        | 34.                                    |
| 46                                     | Victorie Guilman (FRA)                 | 20.                                    |

| Alé BTC Ljubljana ALE | Alé BTC Ljubljana ALE    | Alé BTC Ljubljana ALE |
| --------------------- | ------------------------ | --------------------- |
| Num                   | Ciclista                 | Pos                   |
| 51                    | Tatiana Guderzo (ITA)    | 3.                    |
| 52                    | Sophie Wright (GBR)      | DNF                   |
| 53                    | Maaike Boogaard (NED)    | 39.                   |
| 54                    | Anastasia Chursina (RUS) | 28.                   |
| 56                    | Urša Pintar (SLO)        | 14.                   |

| Ceratizit-WNT Pro Cycling WNT | Ceratizit-WNT Pro Cycling WNT   | Ceratizit-WNT Pro Cycling WNT |
| ----------------------------- | ------------------------------- | ----------------------------- |
| Num                           | Ciclista                        | Pos                           |
| 61                            | Erica Magnaldi (ITA)            | 9.                            |
| 63                            | Kathrin Hammes (GER)            | 23.                           |
| 64                            | Maria Giulia Confalonieri (ITA) | DNF                           |
| 65                            | Laura Asencio (FRA)             | DNF                           |
| 66                            | Sarah Rijkes (AUT)              | DNF                           |

| Valcar-Travel & Service VAL | Valcar-Travel & Service VAL | Valcar-Travel & Service VAL |
| --------------------------- | --------------------------- | --------------------------- |
| Num                         | Ciclista                    | Pos                         |
| 71                          | Alice Maria Arzuffi (ITA)   | 27.                         |
| 72                          | Federica Piergiovanni (ITA) | 47.                         |
| 73                          | Margaux Vigie (FRA)         | 40.                         |
| 74                          | Silvia Persico (ITA)        | 25.                         |
| 75                          | Silvia Magri (ITA)          | DNF                         |
| 76                          | Elena Pirrone (ITA)         | 30.                         |

| A.R. Monex Women's ASA | A.R. Monex Women's ASA        | A.R. Monex Women's ASA |
| ---------------------- | ----------------------------- | ---------------------- |
| Num                    | Ciclista                      | Pos                    |
| 81                     | Eider Merino (ESP)            | 32.                    |
| 82                     | Ariadna Gutiérrez (MEX)       | DNF                    |
| 83                     | Katia Ragusa (ITA)            | 17.                    |
| 84                     | Andrea Ramírez Fregoso (MEX)  | DNF                    |
| 85                     | Maria Vittoria Sperotto (ITA) | DNF                    |

| Eneicat-RBH EIC | Eneicat-RBH EIC       | Eneicat-RBH EIC |
| --------------- | --------------------- | --------------- |
| Num             | Ciclista              | Pos             |
| 91              | Anna Baidak (RUS)     | DNF             |
| 92              | Lija Laizāne (LAT)    | DNF             |
| 93              | Alessia Bulleri (ITA) | DNF             |
| 94              | Julia Biryukova (UKR) | 31.             |
| 95              | Katia Martinez (MEX)  | DNF             |
| 96              | Ziortza Isasi (ESP)   | DNF             |

| Massi Tactic MAT | Massi Tactic MAT             | Massi Tactic MAT |
| ---------------- | ---------------------------- | ---------------- |
| Num              | Ciclista                     | Pos              |
| 101              | Maaike Coljé (NED)           | DNF              |
| 102              | Mireia Trias (ESP)           | 38.              |
| 103              | Olivia Baril (CAN)           | 21.              |
| 104              | Patricia Ortega Ruiz (ESP)   | DNF              |
| 105              | Špela Kern (SLO)             | 35.              |
| 106              | Martina Moreno Monteys (ESP) | DNF              |

| Top Girls Fassa Bortolo TOP | Top Girls Fassa Bortolo TOP | Top Girls Fassa Bortolo TOP |
| --------------------------- | --------------------------- | --------------------------- |
| Num                         | Ciclista                    | Pos                         |
| 111                         | Giorgia Vettorello (ITA)    | DNF                         |
| 112                         | Giorgia Bariani (ITA)       | DNF                         |
| 113                         | Greta Marturano (ITA)       | DNF                         |
| 114                         | Vanessa Michieletto (ITA)   | DNF                         |
| 115                         | Elisa Dalla Valle (ITA)     | DNF                         |
| 116                         | Debora Silvestri (ITA)      | 24.                         |

| World Cycling Centre WCC | World Cycling Centre WCC         | World Cycling Centre WCC |
| ------------------------ | -------------------------------- | ------------------------ |
| Num                      | Ciclista                         | Pos                      |
| 121                      | Tereza Neumanová (CZE) (estrada) | 15.                      |
| 122                      | Ana Ruiz González (ESP)          | DNF                      |
| 124                      | Nicole Hanselmann (SUI)          | DNF                      |
| 125                      | Małgorzata Jasińska (POL)        | DNF                      |
| 126                      | Luciana Roland (ARG)             | DNF                      |

| Bizkaia-Durango BDP | Bizkaia-Durango BDP         | Bizkaia-Durango BDP |
| ------------------- | --------------------------- | ------------------- |
| Num                 | Ciclista                    | Pos                 |
| 131                 | Amaia Lartitegi (ESP)       | DNF                 |
| 132                 | Lucía González Blanco (ESP) | DNF                 |
| 133                 | Lydia Iglesias (ESP)        | DNF                 |
| 135                 | Daniela Campos (POR)        | DNF                 |
| 135                 | Ariana Gilabert (ESP)       | DNF                 |

| Farto-BTC FAR | Farto-BTC FAR                 | Farto-BTC FAR |
| ------------- | ----------------------------- | ------------- |
| Num           | Ciclista                      | Pos           |
| 141           | Enara López Gallastegi (ESP)  | DNF           |
| 142           | Melissa Maia (POR)            | 44.           |
| 143           | Carla Fernandez Torres (ESP)  | DNF           |
| 144           | Liliana Jesus (POR)           | DNF           |
| 145           | Maria Del Pilar Jimenez (ESP) | DNF           |
| 146           | Diana Pedrosa (POR)           | DNF           |

| Sopela Women's Team SWT | Sopela Women's Team SWT        | Sopela Women's Team SWT |
| ----------------------- | ------------------------------ | ----------------------- |
| Num                     | Ciclista                       | Pos                     |
| 151                     | Naia Amondarain (ESP)          | DNF                     |
| 152                     | Maria Banlles Santamaria (ESP) | DNF                     |
| 153                     | Claire Steels (GBR)            | 48.                     |
| 154                     | Sofia Rodríguez (ESP)          | DNF                     |
| 155                     | Ines Cantera (ESP)             | DNF                     |
| 156                     | Natalia Saiz (ESP)             | DNF                     |

| Río Miera-Cantabria Deporte RMC | Río Miera-Cantabria Deporte RMC | Río Miera-Cantabria Deporte RMC |
| ------------------------------- | ------------------------------- | ------------------------------- |
| Num                             | Ciclista                        | Pos                             |
| 161                             | Elisabet Escursell Valero (ESP) | DNF                             |
| 162                             | Nerea Nuno Iglesias (ESP)       | DNF                             |
| 163                             | Paula Diaz (ESP)                | DNF                             |
| 164                             | Irene Mendez (ESP)              | DNF                             |
| 165                             | Fie Østerby                     | DNF                             |
| 166                             | Susana Perez Conejero (ESP)     | DNF                             |

| Laboral Kutxa-Fundación Euskadi LKF | Laboral Kutxa-Fundación Euskadi LKF | Laboral Kutxa-Fundación Euskadi LKF |
| ----------------------------------- | ----------------------------------- | ----------------------------------- |
| Num                                 | Ciclista                            | Pos                                 |
| 171                                 | Idoia Eraso (ESP)                   | 37.                                 |
| 172                                 | Eukene Larrarte (ESP)               | DNF                                 |
| 173                                 | Garazi Estevez (ESP)                | DNF                                 |
| 174                                 | Irantzu Beloki (ESP)                | DNF                                 |
| 175                                 | Ainhize Barrainkua (ESP)            | DNF                                 |
| 176                                 | Elena Cuenca (ESP)                  | DNF                                 |

Convenções:
- AB: Abandono
- FLT: Retiro por chegada fora do limite de tempo
- NTS: Não tomou a saída
- DES: Descalificada ou expulsada

## UCI WorldTour Feminino
A Clássica de San Sebastián feminina outorgou pontos para o UCI World Ranking Feminino  e o UCI WorldTour Feminino para corredoras das equipas nas categorias UCI WordTeam Feminino e UCI Women's continental teams. As seguintes tabelas mostram o barómetro de pontuação e as 10 corredoras que obtiveram mais pontos:
| Posição   | 1.ª | 2.ª | 3.ª | 4.ª | 5.ª | 6.ª | 7.ª | 8.ª | 9.ª | 10.ª | 11.ª | 12.ª | 13.ª | 14.ª | 15.ª | 16.ª-20.ª | 21.ª-30.ª | 31.ª-40.ª |
| Pontuação | 400 | 320 | 260 | 220 | 180 | 140 | 120 | 100 | 80  | 68   | 56   | 48   | 40   | 32   | 28   | 24        | 16        | 8         |

| Classificação |                      |                                    |        |
| Posição       | Ciclista             | Equipo                             | Pontos |
| ------------- | -------------------- | ---------------------------------- | ------ |
| 1.ª           | Annemiek van Vleuten | Movistar                           | 400    |
| 2.ª           | Ruth Winder          | Trek-Segafredo                     | 320    |
| 3.ª           | Tatiana Guderzo      | Alé BTC Ljubljana                  | 260    |
| 4.ª           | Sabrina Stultiens    | Liv Racing                         | 220    |
| 5.ª           | Évita Muzic          | FDJ Nouvelle Aquitaine Futuroscope | 180    |
| 6.ª           | Brodie Chapman       | FDJ Nouvelle Aquitaine Futuroscope | 140    |
| 7.ª           | Pauline Rooijakkers  | Liv Racing                         | 120    |
| 8.ª           | Audrey Cordon-Ragot  | Trek-Segafredo                     | 100    |
| 9.ª           | Erica Magnaldi       | Ceratizit-WNT                      | 80     |
| 10.ª          | Ellen van Dijk       | Trek-Segafredo                     | 68     |